# حسن الديب
حسن الديب (13 أغسطس 1945 - 21 أكتوبر 2005)، ممثل مصري.

## الفنان حسن الديب
حسن جميل أحمد الديب، من مواليد محافظة الشرقية سنه 1945, حصل على ليسانس الآداب – جامعه عين شمس عام 1967, بدأ حياته الفنية بالمسرح المدرسي ثم المسرح الجامعي حيث شارك في بطوله العديد من المسرحيات وحصل على العديد من شهادات التقدير والجوائز. 
شارك الفنان حسن الديب في بطوله أكثر من خمسين مسرحية وخمس وعشرين فيلما بالإضافة إلى العديد من المسلسلات الدرامية والسهرات الإذاعية والتليفزيونية وكان المسرح عشقه الأول والذي كان له نصيب الأسد في إبداعاته كما وكيفا والمساهمات المسرحية للفنان حسن الديب يمكن تصنيفها إلى أقسام رئيسية كما يلي:

### أولا: في مجال مسرح الأطفال (في الفترة من 1972 إلى 1978 )
شارك في بطوله تسع مسرحيات بمركز ثقافة الطفل وهي :
الغابة المسحورة – خلى بالك – الأميرة والأقزام – الفراشة الذهبية – الأصدقاء الأربعة – على بابا والعصابة – سندريلا – بندقه المحندقة – الطيب والمتمرد والشهيد
كما شارك في بعض العروض الأخرى بقطاع الفنون الشعبية والاستعراضية من بينها:
عفوا يا أبى عام 1993 – قطار الحواديت عام 1998 – عصفور خايف يطير عام 2003 – إلى جانب بعض عروض القطاع الخاص من بينها: التاج المسحور عام 2005

### ثانيا: عروض مسارح الدولة (في الفترة من 1983 إلى 2002 )
شارك الفنان حسن الديب في أكثر من عشرين عرضا مسرحيا من بينها عشرة عروض بمسرح الطليعة
و هي : العسل عسل والبصل بصل - صندوق الدنيا – ولاد الايه – المزاد – درب عسكر – الحكم قبل المداولة – مدرسه المشاهدين – جورج أبيض – المهرج – الجذور – ليالي صنوع – الناس الدغرى – كروان الفن – حارة العشاق – حريقة – الراجل اللى أكل بعضه – نزهه في الجبهة – حضرات السادة الحرامية وخايف أقول اللي في قلبي (للمسرح الكوميدي)

### ثالثا: عروض القطاع الخاص
و هي تتباين كثيرا في أنواعها الفنية وبالتالي في نوعية أدواره، من بينها:
إنهم دائما يضحكون ( للمسرح الجديد عام 1978 ) – يوم عاصف جدا (عام 1983 ) – سيده الحوش (عام 1983 ) – الزيارة انتهت (عام 1984 )- كعب عالي (عام 1996 ) و هي أعمال من إنتاج فرقه المتحدين.
اللعيبة أهمه (لفرقه المصريين عام 1986 ) – تصبح على خير يا حبه عيني (عام 1988 ) – فرح عديله (عام 1995 ) – ديسكو يا هوو (عام 1995 لفرقه مينوش ) ثم أخيرا انضم إلى أسره روانا للإنتاج الفني فقدم مع الشاعر والمؤلف المسرحي نبيل خلف عرضي ثوره الشطرنج وآه يا غجر وهما من إخراج ناصر عبد المنعم.

### رابعا: في المجال السينمائي
شارك الفنان حسن الديب في حوالي خمسة وعشرين فيلما، وعلى الرغم من كونه لم يحظ بفرصة البطولة المطلقة تلك البطولة التي حققها مرارا في المسرح فإن أدواره السينمائية تظل شاهدة على حجم موهبته وقدرته على إثبات وجوده ولفت الأنظار إليه، تألق الفنان حسن الديب سينمائيا مع نخبه من كبار المخرجين في مقدمتهم سعيد مرزوق الذي اشترك معه في أفلام: المغتصبون – هدى ومعالي الوزير – المرأة والساطور، ومع المخرج عاطف الطيب والذي قدمه في فيلمي : أبناء وقتله وليله ساخنة. كذلك اشترك الفنان حسن الديب مع المخرجين من الأجيال التالية ومن بينهم شريف عرفة وسعيد حامد وعلى رجب وعلى إدريس ورامي إمام فشارك في أفلام : اللعب مع الكبار – النوم في العسل – التجربة الدنماركية – أمير الظلام وعريس من جهة أمنية كما شارك الفنان حسن الديب في أفلام شباب الكوميديا فقدم شجيع السيما – حلق حوش – يا مهلبيه يا – صاحب صاحبه – رشه جريئه – عايز حقى – جاءنا البيان التالي - أبو علي.

### خامسا: في المجال التليفزيوني
شارك الفنان حسن الديب في العديد من الأعمال التليفزيونية من بينها : مسلسل العائلة والناس – الشارع الجديد – دنيا عجب – البيضة – فوازير عمو فؤاد دكتور أطفال

### شهادات التقدير والجوائز التي حصل عليها الفنان حسن الديب
حصل الفنان حسن الديب على العديد من الجوائز وشهادات التقدير نذكر منها:
- جائزة التمثيل من الجمعية المصرية لفن السينما عن دوره في فيلم المغتصبون عام 1989 وذلك نظرا لصدق الأداء والتعبير ببساطة عن عواطف مركبة وصعبة والفيلم من إخراج سعيد مرزوق.
- ميدالية ذهبيه وشهادة تقدير كأحسن ممثل عن دوره في مسرحية الطيب والمتمرد والشهيد من المركز القومي لثقافة الطفل.
- شهادة تقدير من الجمعية المصرية لهواة المسرح عن دوره في العرض المسرحي آه يا غجر الفائز بجائزة أحسن عرض مسرحي عن عام 2005.

### وفاته
وفي الحادي والعشرين من شهر أكتوبر عام 2005 الموافق الثامن عشر من شهر رمضان عام 1426 هجريه رحل عن عالمنا وعن الساحة الفنية الفنان القدير حسن الديب ذلك الفنان الذي تميز باحترام الذات والثقة في النفس والوداعة والطيبة والالتزام الكامل وعشق الفن ومحبه الآخرين والتواضع وإنكار الذات وجميعها صفات نبيلة يلمسها عن قرب كل من تعامل مع الفنان حسن الديب الذي كان يسعى دائما لإسعاد جمهوره وتقديم كل ما هو نافع وممتع ومفيد لهم كما كان يهتم كثيرا بمسارح الأطفال وتنشئة جيل جديد على القيم والمبادئ السامية حيث ظل يؤمن بدور المسرح التنويري وقدرته على تحقيق كل من المتعة والفكر.

## أعماله الفنية

### أفلام
| - أبو علي:2005 - سهر البنات:2005 - خالي من الكوليسترول:2005-الصيدلي - خالتي فرنسا:2004 - عريس من جهة أمنية:2004-حسن - صايع بحر:2004-المتحرش - عين الطير:2004 - التجربة الدنماركية:2003-مدير مركز الشباب - عايز حقي:2003-وكيل الشهر العقارى - اللي بالي بالك:2003 - المشخصاتي:2003-طلبه مدير شركة الانتاج - صاحب صاحبه:2002-حُصَرى | - أمير الظلام:2002-رجل المولد - رحلة حب:2001-الصاوي السمسار - جاءنا البيان التالي:2001-الناظر - رشة جريئة:2001-عضو لجنة تحكيم - اللبيس:2001 - شجيع السيما:2000 - لامؤاخذة يا دعبس:2000-زلبوكه - رجال من مصر:2000 - اضحك الصورة تطلع حلوة:1998-موظف معمل التحميض - ننوس عينه:1998 - إمبراطورية الشر:1998-مستر ديفيد - حلق حوش:1997-صبي الرقاصه | - عفريت النهار:1997-موظف الشهر العقارى - امرأة وخمسة رجال:1997-مدرّس - الهروب إلى القمة:1996-سائق الاجرة - بخيت وعديلة 2: الجردل والكنكة:1996 - اللومنجي:1996 - المرأة والساطور:1996 - زغلول جاب محمول:1996-فريد - النوم في العسل:1996 - ليلة ساخنة:1995-الراكب النصاب - هدى ومعالي الوزير:1994-نوفل المزور - هي والعملاق:1993-مختار - يا مهلبية يا:1991 | - اللعب مع الكبار:1991 - شوادر:1990 - المغتصبون:1989-متولى عباس الأشقر - أبناء وقتلة:1987-الخواجه صاحب البار - التوت والنبوت:1986-زبون البرتيته - الجلسة سرية:1986-موظف بالمستشفى - فيش وتشبيه:1986-بندق - السيد قشطة:1985-المشعوذ الشيخ عطعوط - ممنوع للطلبة:1984-عنتر - الفرن:1984-سفروت - المتشردان:1983-محامي الثروة - شلة المراهقين:1973-بائع في البار |

### مسلسلات
| - السيف الوردي:2004 - فارس الرومانسية:2003 - وحلقت الطيور نحو الشرق:2002-إيفان - إنسى اللي فات يا فرحات:2002 - البحار مندي:2002 - طيور الشمس:2002 - البيضاء:2001 - أوان الورد:2000 - رجل طموح:2000 - العائلة والناس:2000 - حلم العمر كله:1999 | - سقوط الأقنعة:1998 - رد قلبي:1998-بولي - وجاري البحث عن شحته:1997 - زيزينيا 1: الولي والخواجة:1997-بوللي - عوضين وإمبراطورية عين:1997 - الشارع الجديد:1997 - حكايات مستر أيوب ومسز عنايات:1996 - أبو العلا 90: 1996-مظهر - على باب الوزير:1995-جرسون الكبارية - حكايات مجنونة:1995 - الزيني بركات:1995-الامير طغلق | - حكايات من حارتنا:1995 - أهل القمة:1994 - سر الأرض:1994 - الثعلب:1993 - لعبة الفنجري:1993 - وداعا يا ربيع العمر:1991 - الدنيا وردة بيضاء:1990 - ألف ليلة وليلة: حمال الأسية:1990 - بوجي و طمطم:1988 - حارة الشرفا:1986 - زهرة من بستان:1985 | - أجمل الزهور:1984 - الرجل الذي احبه:1979 - الوليمة:1979 - نادي الاصدقاء - الطوفان - بلاد السعادة - اية وحكاية - الوصي - حواديت كل يوم - زمن عايش |

| \| - الثعلب في الملعب:1994 - عيال تجنن:1994-محسن - سرحان والكنز:1994-السائق - زيارة خاصة جدا:1989 - البلدوزر:1986 \| - يوم عاصف جدا:1984 - الدنيا مقلوبه:1981 - ثورة الشطرنج - ممنوع الانتظار - انا نسيت اسمي \| - الفرسان الثلاثة - خدمة إنسانية - ناس ما يناموش بدري - فيلا على كيفك - علي بابا والعصابة-لص \| | - أسانسير خمس نجوم:1999-عازف - الحب وأحكامه:1998-النصاب - المتزوجون في التاريخ:1993      |                                                                                              |
| - الثعلب في الملعب:1994 - عيال تجنن:1994-محسن - سرحان والكنز:1994-السائق - زيارة خاصة جدا:1989 - البلدوزر:1986 | - يوم عاصف جدا:1984 - الدنيا مقلوبه:1981 - ثورة الشطرنج - ممنوع الانتظار - انا نسيت اسمي | - الفرسان الثلاثة - خدمة إنسانية - ناس ما يناموش بدري - فيلا على كيفك - علي بابا والعصابة-لص |

## روابط خارجية
- حسن الديب على موقع الدهليز
- حسن الديب على موقع قاعدة بيانات الأفلام العربية